# Giải bóng đá vô địch quốc gia Quần đảo Solomon 2010–11
 Giải bóng đá vô địch quốc gia Quần đảo Solomon 2010–11 hay Telekom S-League 2010–11 là mùa giải thứ 8 của Giải bóng đá vô địch quốc gia Quần đảo Solomon ở Quần đảo Solomon. Koloale giành chức vô địch thứ 4 và cũng đại diện Quần đảo Solomon tham dự Giải bóng đá vô địch các câu lạc bộ châu Đại Dương 2011–12 thông qua Trận Playoff Giải bóng đá vô địch các câu lạc bộ châu Đại Dương Quần đảo Solomon 2011 với Solomon Warriors. Tất cả các trận đấu đều diễn ra ở sân vận động trên sườn đồi Lawson Tama Stadium, với sức chứa khoảng 20.000 chỗ ngồi.

## Đội bóng
- Hana (Honiara)
- Koloale (Honiara)
- KOSSA (Honiara)
- Malaita Kingz (Malaita)
- Marist Fire (Honiara)
- Real Kakamora (Makira-Ulawa)
- Solomon Warriors (Honiara)
- Western United (Western)

## Bảng xếp hạng
| VT | Đội              | ST | T  | H | B  | BT | BB | HS  | Đ  | Giành quyền tham dự  |
| -- | ---------------- | -- | -- | - | -- | -- | -- | --- | -- | -------------------- |
| 1  | Koloale FC (C)   | 14 | 11 | 2 | 1  | 46 | 12 | +34 | 35 | Tham dự trận playoff |
| 2  | Solomon Warriors | 14 | 9  | 4 | 1  | 31 | 13 | +18 | 31 |                      |
| 3  | Kossa FC         | 14 | 6  | 4 | 4  | 24 | 21 | +3  | 22 |                      |
| 4  | Western United   | 14 | 6  | 2 | 6  | 20 | 18 | +2  | 20 |                      |
| 5  | Malaita Kingz    | 14 | 4  | 4 | 6  | 10 | 22 | −12 | 16 |                      |
| 6  | Hana             | 14 | 4  | 3 | 7  | 24 | 24 | 0   | 15 |                      |
| 7  | Marist Fire      | 14 | 3  | 5 | 6  | 15 | 25 | −10 | 14 |                      |
| 8  | Real Kakamora FC | 14 | 0  | 2 | 12 | 7  | 42 | −35 | 2  |                      |